# SMARPP
SMARPP（スマープ、Serigaya Methamphetamine Relapse Prevention Program：せりがや覚せい剤依存再発防止プログラム）とは、神奈川県立精神医療センターのせりがや病院にて開発された、精神刺激薬の覚醒剤への薬物依存症を主な対象とし認知行動療法の志向をもつ外来の治療プログラムである。このプログラムは2006年より、松本俊彦が中心となって開発されている。派生するプログラムは各地域ごとに、多摩ではTAMARPPなどと呼ばれる。また読書を通してセルフヘルプを行うためのワークブックも出版されている。
アメリカの西海岸で広く実施されている、マトリックス研究所のマトリックス・モデルという治療プログラムを参考にし、使用の防止には認知行動療法を、支持する場合には動機づけ面接の原則をとり、依存症の知識と具体的な対処スキルの修得に重点が置かれている。なお、SMARPPは8週間全21回という短期集中セッションの形式で開始されたが、週1回28週や週1回16週などの試行錯誤を経て、現在は週1回24週のプログラムとして実施されている。
平成28年度の診療報酬改定にて依存症集団療法として診療報酬加算が認められた。薬物依存症に対して治療を行うことが世界的な主流となっていく中で、日本はいまだ刑罰の他に治療の選択肢も少なく、薬物犯罪の刑を一部執行猶予する法案も通り、治療プログラムの整備が求められていた。費用も、司法よりも治療のほうが少ない。

## 刑罰から治療へ
国際的には、刑罰ではなく依存症の治療を提供する政策が主流である。
日本は、覚せい剤乱用が50年も続いている世界的に稀有な国である。日本では、薬物依存症が治療されないため覚醒剤に関した薬物犯罪は、男子62.1%といった高い再犯率を維持し、さらには治療よりも司法のほうが大きな費用がかかるともされている。日本の標準的な精神科医にとっては、覚醒剤によって生じる状態でよく理解されているのは精神症状を呈した場合のみであり、その根本にある依存症を専門とする者は少なく、入院対応できる医療機関は限られ、以前は外来の治療プログラムとなると皆無であるといった状態であった。
日本では薬物依存症になった者は、民間の回復施設などを利用する以外に治療という選択肢がない状況にあり、薬物犯罪の刑を一部執行猶予する法案が通ったこともあって、治療体制と治療プログラムの整備が求められていた。2015年には、それまでの8都県だった治療プログラムの提供施設を、日本全国69カ所の精神保健福祉センターに拡大することを決定した。2016年ごろから刑期の1/3などを執行猶予とし、SMARPPの治療プログラムを受けるといった流れができてきた。
平成28年度の診療報酬改定にて、SMARPPは依存症集団療法として診療報酬加算が認められた。これは研究の成果に基づいている。平成22年から24年度の計3年間の厚生労働科学研究班「薬物依存症に対する認知行動療法プログラムの開発と効果に関する研究」である。

## マトリックス・モデル
SMARPPが参考としているのは、マトリックス・モデルという治療プログラムである。マトリックス・モデルとは、ロサンゼルスのマトリックス研究所が開発し、精神刺激薬への依存症を中心とした外来の治療プログラムである。西海岸のドラッグコート（薬物裁判所）にて広く実施されている。
1940年代にアメリカの精神分析医であるH. Tieboutが提唱した、アルコール依存症には直面化が有効であるという理論は、1970年代の有効性に関する研究において、有効であるとは判明しなかった。その後1980年代に、動機づけ面接の治療技法登場し、性急に使用をやめることを求めず、徐々に動機づけを高めていくことによってやめることができるようになるという内容である。
1980年代には、アメリカ西海岸でコカインが流行し離脱にはアルコールなどと異なり重篤な離脱症状の管理が不要なため退院が早く、従来のアルコールやヘロインに対する直面化を行う治療プログラムは奏功しなかった。マトリックス・モデルは、支持的、受容的に接し、認知行動療法も採用した内容となっている。

## 治療理念
1) 安心して失敗を話せる場であること
治療プログラムは再使用があったときにも参加することができ、失敗も安心して正直に話せる安全な場でなければならない。再使用を正直に話したことで不利益を被ることがないように、治療に関する情報をあくまで医療的に用い、司法的な対応に使わないことを参加者に明言する。また、援助者は失敗を語った参加者に対してポジティブなフィードバックを行い、話しても大丈夫だという感覚や、話すことが回復に役立つという実感が持てるよう心がける。
2) 参加者の自己決定の尊重
依存症の特徴の一つは、「やめたいけれどもやりたい」という両価性にあることを理解した上で、参加者が望む方向に近づくための支援を行う。援助者は様々な情報提供を行うが、その情報を基にどう判断するかについては参加者の選択・決定をサポートし、依存行動をやめるよう強いることはしない。
3) 良いところを褒める
援助者は、望ましくない行動に罰を与えるのではなく、望ましい行動に報酬を与えることに注力する。報酬の最も基本的な構成要素は、常に参加者のプログラム参加を歓迎し、敬意を持って接することにある。プログラムに参加していること、依存行動の回数や程度のわずかな変化、本人なりに試みた対処行動、正直に話したこと、援助を求める言動など、積極的に良いところを見つけて、ポジティブなフィードバックを行う。
4) つながりの重視
援助者は、参加者が治療を継続し、支援の場・人とのつながりを維持し、増やせるようになることを重視する。ただ、多くの依存症患者にとって、治療や支援につながることのハードルは高い。そのため、治療に対して十分なモチベーションがない状態でも、毎週の参加が困難でも、遅刻や途中退席になったとしても参加OKにするなど、少しでもプログラムにつながりやすくなるよう、参加への敷居を下げて間口を広げている。

## 内容
SMARPPの構成要素はマトリックス・モデルに準拠しており、認知行動療法による使用の防止を中心として、支持する場合には動機付け面接の原則をとり、実施期間においては8週間全21回と短くなっている。
覚醒剤への薬物依存症に対する知識をつけ、薬物の渇望がどう起こり、それに対していかに対処行動を身につけるかといった、具体的な対処スキルの修得に重点が置かれている。また、正直であることを回復との関係において重視しているため、守秘義務やまた情報を治療以外に用いないことといった方針も存在する。
東京都多摩総合精神保健福祉センターではSMARPPを小さくしたTAMARPP（Tama Relapse Prevention Program）や、埼玉県立精神医療センターのLIFE、肥前精神医療センターSHARPP、浜松市精神保健福祉センターのHAMARPP、熊本県精神保健福祉センターのKUMARPP、栃木ダルクのT-DARPPなど地域別の治療プログラムが存在する。

## セルフヘルプ
自分で読んで行うためのセルフヘルプのワークブックが出版されており、以前のものは2011年の『薬物・アルコール依存症からの回復支援ワークブック』である。2015年に改定された『SMARPP-24:物質使用障害治療プログラム』は、生き方のヒントといった必要性にもこたえている。